# Dargins
Os Dargins (em dargínico: дарганти, darganti; em russo:  даргинцы, dargintsy) são um grupo étnico nativo do norte do Cáucaso e falam a língua dargínica.
Os Dargins habitaram sua localização atual por muitos séculos. Constituíram o Estado de Kaitag na Idade Média até a conquista pelos russos. Hoje, os Dargins são o segundo grupo étnico mais numeroso no Daguestão, ficando atrás apenas dos Avares.

## Origem
Dargins são antropologicamente relacionados à raça norte-caucasiana. No que diz respeito à origem dos norte-caucasianos, foram levantadas duas hipóteses - a autóctone (desenvolvida nos trabalhos de M.G. Abdushelishvili, V. P. Alekseev, etc.) e a migratória (proposta por G. F. Debets).

## Cultura
A arquitetura e infraestrutura do povo Dargin foi extremamente bem desenvolvida em comparação com seus vizinhos ao longo da história. Os Dargins apresentam um nível muito alto na edificação de torres e fortalezas, construindo conjuntos de edifícios, mesquitas, pontes e esquemas de irrigação em nascentes e poços. 
Antes da anexação pela Rússia, a medicina dos Dargins era uma combinação das técnicas locais e orientais.

## Religião
Dargins são, na sua maioria, muçulmanos sunitas da escola do xafeísmo. Existe também uma pequena minoria que professa o xiismo. O Islã começou a progredir entre os Dargins desde pelo menos o século XV. No século XIX a maioria dos Dargins já era muçulmana.